# تفريغ جزئي
التفريغ الجزئي (بالإنجليزية: Partial discharge)‏ في الهندسة الكهربائية هو انهيار العزل الكهربائي، مترجم من جزء صغير من نظام العزل الكهربائي الصلب، أو السائل، تحت ضغوط عالية الجهد، والتي لا تعزل الفضاء بين اثنين من الموصلات.

## اختبار التفريغ الجزئي

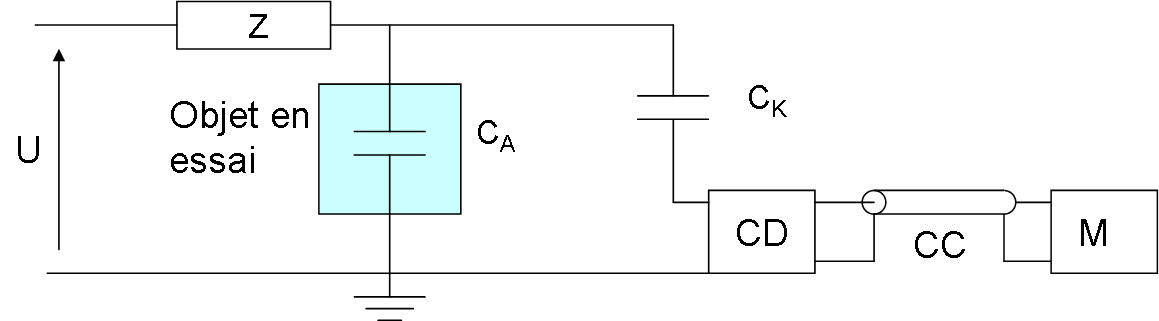
الوضع مع النظام المنوي اختباره مربوط إلى الأرض

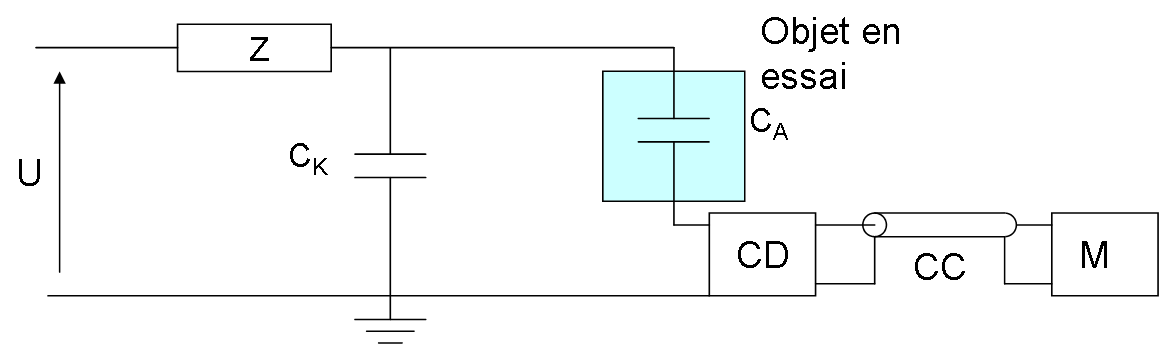
الوضع مع السعة مربوطة إلى الأرض

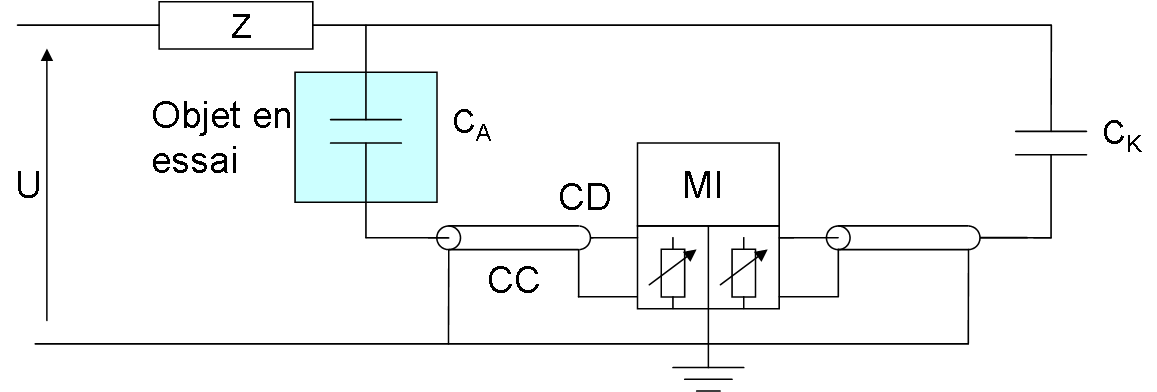
دارة جسر متوازن

يتم إجراء اختبار التفريغ الجزئي على الأنظمة الكهربائية للتأكد أن المادة العازلة لا تحتوى على فقاعات هوائية (مواد عازلة صلبة أو غازية)، أو وجود مواد غريبة داخلها. فمن المعروف عند وجود مادتين لهما معامل نفاذية مختلف وتسليط فرق جهد عالي عليهما فيتكون مجال كهربائي غير منتظم يؤدي إلى حدوث تفريغ كهربائي داخل المادة العازلة مما يؤدى إلى ارتفاع درجة حرارتها وبالتالي إلى تقليل عمرها الأفتراضي. لذلك يجب إجراء اختبار التفريغ الجزئي بشكل دوري للتأكد من صلاحية المادة العازلة.